# Jos Heyligen
Jozef Heyligen (ur. 30 czerwca 1947 w Oostham) – były belgijski piłkarz występujący na pozycji pomocnika.

## Kariera klubowa
Heyligen zawodową karierę rozpoczynał w 1964 roku w pierwszoligowym klubie KFC Diest. W 1965 roku spadł z klubem do drugiej ligi. W 1970 roku awansował z zespołem do ekstraklasy. W 1972 roku odszedł do Beerschot VAC. Potem reprezentował jeszcze barwy klubów Royal Antwerp FC, Waterschei Thor Genk, KFC Beringen oraz KFC Winterslag. W 1984 roku zakończył karierę jako gracz zespołu KVC Westerlo.

## Kariera reprezentacyjna
W reprezentacji Belgii Heyligen zadebiutował 18 kwietnia 1973 w wygranym 3:0 towarzyskim meczu z NRD. W 1980 roku Heyligen został powołany do kadry na mistrzostwa Europy. Nie rozegrał tam jednak żadnego spotkania, a Belgia zajęła 2. miejsce w turnieju. W latach 1973–1980 w drużynie narodowej Heyligen zagrał w sumie 2 razy.